# Adagium
Adagium – często utożsamiana z przysłowiem (proverbium) formuła mająca wyrazić prawdę ogólną. W okresie średniowiecza i renesansu stosowano rozróżnienie adagium/proverbium, pierwszym terminem określając przysłowia i sentencje pochodzące ze starożytności pogańskiej, drugim przysłowia pochodzące z Pisma Świętego, np. Księgi Mądrości czy Mądrości Syracha. Jednym z najbardziej znanych zbiorów adagiów są Adagiorum collecteana (1500, wyd. pol. Adagia) Erazma z Rotterdamu, w którym zebrane przysłowia opatrzone są komentarzem historycznym i filozoficznym.